# 古迪巴恩达
古迪巴恩达（Gudibanda），是印度卡纳塔克邦Kolar县的一个城镇。总人口8794（2001年）。

## 人口
该地2001年总人口8794人，其中男性4388人，女性4406人；0—6岁人口1073人，其中男534人，女539人；识字率62.47%，其中男性为69.35%，女性为55.63%。